# 1469 в Україні

## Пам'ятні дати та ювілеї
- 525 з часу початку походу київського князя Ігора І Рюриковича на Константинополь та укладення Русько-візантійського мирного договору з імператором Романом I Лакапіном у 944 році за яким руським купцям дозволялось безмитно торгувати в Царгороді за зобов'язання захисту візантійських володінь у Криму;
- 500 років з часу початку другого Балканського походу київського князя Святослава у 969 році.
- 450 років з початку правління Ярослава Мудрого, Великого князя Київської  Русі у 1019 році.
- 375 років з часу у 1094 році:
  - захоплення  Олегом Святославичем з підтримкою половців Чернігова. Він розплатився зі своїми половецькими союзниками, віддавши їм Тмутороканське князівство, яке надалі в літописах не згадується.
- укладення миру Великим князем київським Святополком II Ізяславичем миру з половцями. Він узяв у дружини дочку Тугоркана, хана половецького;
- 325 років з часу у 1144 році:
  - створення Галицького князівства та перенесення князем Володимирком столиці до Галича. У місті спалахнуло повстання проти його правління, яке Володимирко придушив.
  - створення Галицького (Крилоського) Євангелія — однієї з найдавніших книжних пам'яток Київської Русі;
- 300 років з часу захоплення й розорення Києва об'єднаним військом 12 руських князів, очолюваним Андрієм Боголюбським у 1169 році.
- 275 років з часу переходу київського престолу перейшов до Рюрика Ростиславича після смерті Святослава Всеволодовича у 1194 році.;
- 225 років з часу перемоги Данила Галицького біля Мостищ над військом Ростислава Михайловича, претендента на галицький престол у 1244 році.
- 200 років з часу початку правління князя Володимира Васильковича (сина Василька Романовича, брата Данила Галицького) на Волині у 1269 році.
- 25 років з часу надання Магдебурзького права місту Житомиру у 1444 році.

## Події
- антифеодальне повстання селян у Галичині.
- польський король Казимир IV своїм привілеєм надав ченцям монастиря при церкві Святого Онуфрія привілеї на володіння Львівською друкарнею і право на прибутки від неї. Тут друкували богослужебні книги латинським шрифтом.
- заволзькі татари здійснили напад трьома ордами на Литву, Поділля та Волощину («Въ ту же зиму сами лито Татари Заволжскіе прійдоша въ нашу Рускую землю, и раздилишася натроеи едины пойдоша въ Подоле друзіи же идоша въ Литву… около Житомиря, Кремянця, Володымера; третій же пойдоша до Волохъ»). Найбільші шкоди завдала орда, яка, спустошивши на своєму шляху Волинь та Поділля, захопила значний ясир (10 тисяч бранців).
- Юрій Дрогобич складав іспити до факультету вільних мистецтв Краківського університету.

## Особи

### Призначено, звільнено
- Хан Менґлі I Ґерай удруге очолив Кримське ханство.

## Засновані, створені
- надання Магдебурзького права місту Бібрці
- Жабиня